# Meijiabu
Meijiabu (kinesiska: 梅家埠镇, 梅家埠) är en köping i Kina. Den ligger i provinsen Shandong, i den östra delen av landet, omkring 230 kilometer sydost om provinshuvudstaden Jinan.
Genomsnittlig årsnederbörd är 1 024 millimeter. Den regnigaste månaden är juli, med i genomsnitt 321 mm nederbörd, och den torraste är januari, med 9 mm nederbörd.